# イポーホワイトコーヒー

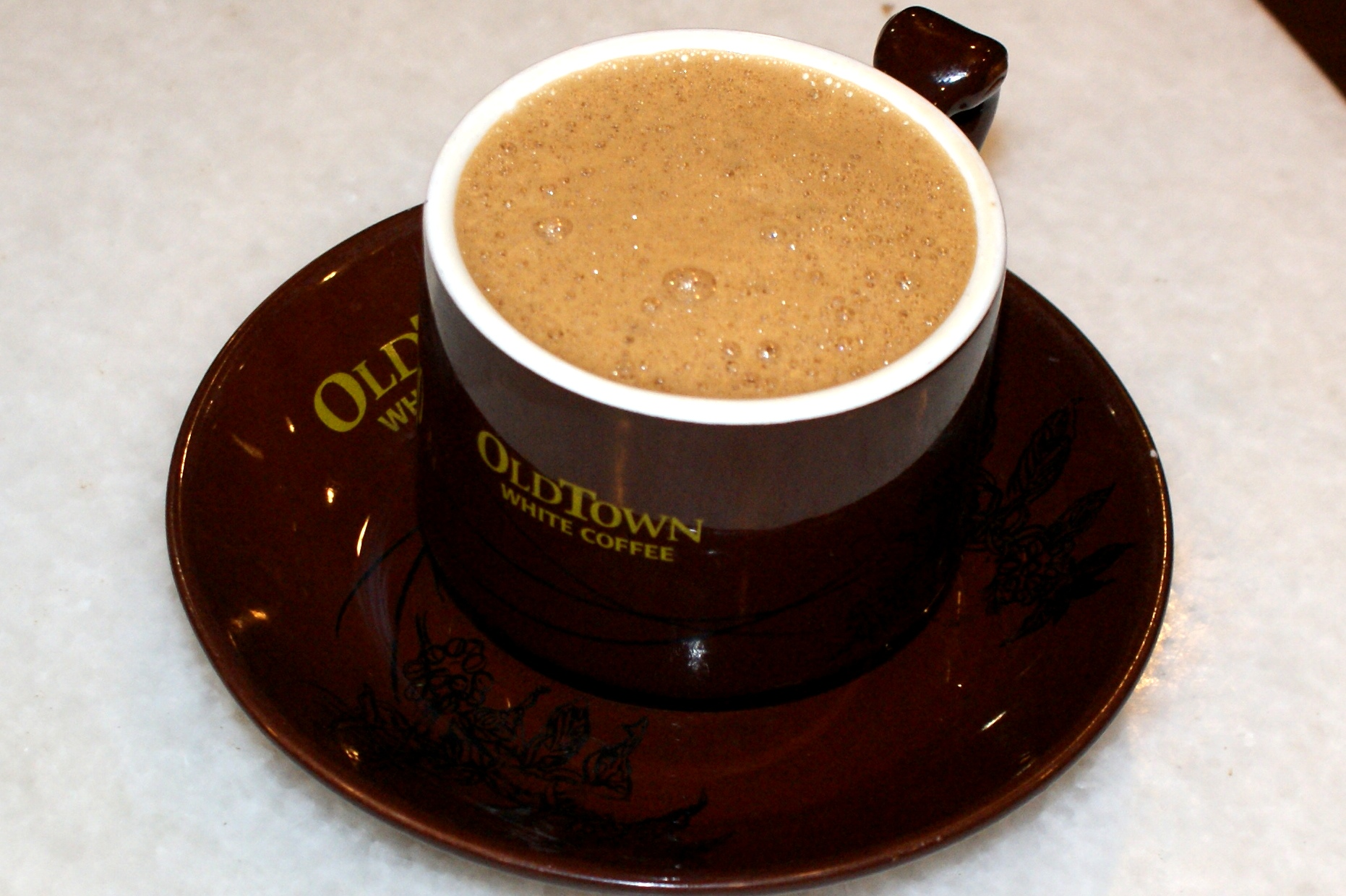
オールドタウン・ホワイト・コーヒー

イポーホワイトコーヒー（英語: Ipoh white coffee、中国語: 怡保白咖啡、マレー語: Kopi putih Ipoh）は、マレーシア・ペラ州の都市イポーで誕生し、世界各地に広がったコーヒー飲料（コピ）の一種。「ホワイト・コーヒー」は元となる中国語名から直訳された名称。

## 概要
このコーヒー飲料は19世紀に中国海南島から現地に移り住んだ華僑によって作られたものである。現地ではコーヒー豆を焙煎する際に砂糖、マーガリンと小麦を加えるのが一般的だったところ、少量のマーガリンのみを加えて焙煎したものである。これによって豆の色が前者よりも浅くなるが、「白咖啡」（白コーヒー）の名称はその色に由来するものではなく、中国語の「白」が「何も加えていない」を意味することによる（ここでは、焙煎時にわずかなマーガリン以外のものを加えていない、の意）。また、イポー市は周りを石灰岩から成る山で囲まれており、その水の恵みを活かしたのが、このコーヒーである。
香りが高く、味が濃厚でありながら、苦みが少ないので、現地の人々に長年愛され続けてきた。現地のレストランやコピティアムなどと呼ばれる喫茶店では砂糖の代わりに加糖練乳を加えて淹れるのが一般的であり、この点ではベトナムコーヒーと共通する。
マレーシアでは、1958年にイポーで創業したコピティアム「南香茶餐室」の一族らが、1999年に「オールドタウン（Oldtown）」の商標でインスタント・ホワイト・コーヒーの製造販売に乗り出した。この成功を受けて、2005年からはレストラン喫茶店チェーン「オールドタウン・ホワイト・コーヒー（Oldtown White Coffee）」も展開し、今や海外大手カフェチェーンを凌駕するほど各地に広がっている。マレーシアだけでなくシンガポール、ブルネイ、上海、香港、台湾、オーストラリア、イギリスやアメリカ等にも進出した。2010年上海国際博覧会のマレーシア館でも公式飲料の1つとして出展された。クアラルンプール国際空港の構内にも店がある。

## インスタント食品
家庭用のインスタントタイプもいくつのマレーシアの食品メーカーによって出されている。本場の濃厚な味を再現するためには、固形の粉末も一般のインスタントコーヒーよりも多く必要で、200ml用の粉末が40gと一般のクリーミングパウダー、砂糖入りのインスタントコーヒー(15g前後)の3倍程度の量となっているものが主流。メーカーによっては、砂糖の量を選べるように数種を販売していたり、ヘーゼルナッツなどのフレーバーを用意している場合もある。マレーシア国内のコンビニエンスストアや空港の売店などでも購入が可能。日本では2012年にラッキービーンのホワイトコーヒーが、マレーシアのホワイトコーヒーとしては初めて輸入許可を受け、日本国内でも販売されるようになった。

## 缶コーヒー
マレーシア国内では缶入りホワイトコーヒー飲料も販売されている。